# Olofsbo
Olofsbo är en tätort (före 2018 Småort) i Falkenbergs kommun, huvudsakligen belägen i Stafsinge distrikt (Stafsinge socken) med en mindre del i Morups distrikt (Morups socken). Orten ligger omkring sex kilometer norr om Falkenberg. 
I Olofsbo ligger den gamla hallandsgården "Staffens", som numera är Olofsbo hembygdsgård. Vid havet har sedan 1950-talet byggts ett stugområde på byns gamla betesmarker. 
Bebyggelsen i detta område består huvudsakligen av fritidshus, men på senare tid har antalet permanentboende ökat kraftigt.
I Olofsbo stugområde finns två campingar och en livsmedelsbutik.
I Olofsbo finns en lång sandstrand, norr om denna ligger naturreservatet Morups tånge.

I Olofsbo ligger även ett fjäderfäslakteri, en fönstertillverkare och en bildemontering. Precis vid stranden hittar man även Klittergården som byggdes 1947 och var på den tiden ett populärt dansställe. De första badstugorna/Badhytterna började byggas redan i mitten av 1930-talet. 

## Befolkningsutveckling
| Befolkningsutvecklingen i Olofsbo 1995–2020 | Befolkningsutvecklingen i Olofsbo 1995–2020 | Befolkningsutvecklingen i Olofsbo 1995–2020 | Befolkningsutvecklingen i Olofsbo 1995–2020 | Befolkningsutvecklingen i Olofsbo 1995–2020 |
| ------------------------------------------- | ------------------------------------------- | ------------------------------------------- | ------------------------------------------- | ------------------------------------------- |
|                                             |                                             |                                             |                                             |                                             |
| År                                          |                                             |                                             | Folkmängd                                   | Areal (ha)                                  |
| 1995                                        | 1995                                        |                                             | 80                                          | 76#                                         |
| 2000                                        | 2000                                        |                                             | 112                                         | 79#                                         |
| 2005                                        | 2005                                        |                                             | 133                                         | 82#                                         |
| 2010                                        | 2010                                        |                                             | 162                                         | 82#                                         |
| 2015                                        | 2015                                        |                                             | 191                                         | 120                                         |
| 2020                                        | 2020                                        |                                             | 234                                         | 141                                         |
| Anm.: # Som småort.                         |                                             |                                             |                                             |                                             |